# Saint-Sever-de-Rustan
Saint-Sever-de-Rustan é uma comuna francesa na região administrativa da Occitânia, no departamento dos Altos Pirenéus. Estende-se por uma área de 9.52 km², e possui 169 habitantes, segundo o censo de 2018, com uma densidade de 18 hab/km².